# Legal & General
Legal & General — британська страхова та інвестиційна компанія, найбільша на ринку управління активами у Великій Британії. Розмір активів під управлінням £1,279 трлн на кінець 2020 року.

## Історія
Компанія була заснована в 1836 шістьма адвокатами, і називалася Legal & General Life Assurance Society (Юридичне та загальне товариство страхування життя). Цей період був особливо сприятливим для створення компаній зі страхування життя, тільки з 1834 по 1836 р. в Британії їх було засновано 310. До кінця XIX століття Legal & General була другою найбільшою страховою компанією Великої Британії з активами понад 2 млн фунтів. З отриманих від продажу полісів коштів товариство видавало кредити як приватним особам, і підприємствам. У 1920 році суспільство було реорганізовано в компанію і з назви було видалено слово «Life», оскільки, крім страхування життя, Legal & General почала страхувати від пожеж і від нещасних випадків.
З 1930-х років компанія почала зростати за рахунок поглинань, були створені філії у Південній Африці та Австралії. У 1970-х роках було створено спільні підприємства у Німеччині, Франції, Італії, Бельгії, Швейцарії, Нідерландах, Ірландії та Японії, компанія почала займатися інвестиційним менеджментом та перестрахуванням. У 1981 році Legal & General вийшла на ринок США, купивши за 140 млн доларів «Компанію зі страхування життя держслужбовців» (Government Employees Life Insurance Company). У 1996 році було створено Legal & General Bank, але його було продано вже в 2003.
З січня 2020 року Legal & General перестала надавати послуги зі страхування майна у зв'язку із продажем цього підрозділу компанії Allianz; страхові премії цього підрозділу становили близько 400 млн фунтів на рік.

## Діяльність
У 2020 році виторг групи склав 50,2 млрд фунтів, з них 39,2 млрд припало на інвестиційний дохід, чисті страхові премії — 9,37 млрд; страхові виплати становили 17,8 млрд. Активи наприкінці 2020 року становили 571 млрд фунтів, їх 526 млрд довелося на інвестиції (облігації — 294 млрд, акції — 189 млрд).
Основні напрямки діяльності: Пенсійне страхування — ануїтет, довічна іпотека (іпотечні кредити для людей похилого віку), перенесення пенсійних ризиків (купівля пенсійних фондів компаній);
Управління активами
Інвестиційний менеджмент
Страхування — окремі види страхування у Великій Британії та США.
У 2015 році Legal & General Group посіла 15 місце серед найбільших інвестиційних компаній світу за розміром активів під управлінням ($1,106 трлн).